# Lytocarpia subdichotoma
Lytocarpia subdichotoma är en nässeldjursart som först beskrevs av Ralph 1961.  Lytocarpia subdichotoma ingår i släktet Lytocarpia och familjen Aglaopheniidae. Inga underarter finns listade i Catalogue of Life.